# Комишова Бухта
Комишова Бухта (крим. Qamış Körfezi) — тупикова вантажна залізнична станція 1-го класу Кримської дирекції Придніпровської залізниці на неелектрифікованій лінії Інкерман I — Комишова Бухта. Розташована поблизу Комишової Бухти, у  Гагарінському районі міста Севастополя. Пасажирське сполучення по станції відсутнє.

## Історія
Станція відкрита 1969 року в складі пускової дільниці Інкерман I — Комишова Бухта. Назва станції походить від розташування поруч з нею Комишової бухти Чорного моря, а назва бухти виникла у 1854—1855 роках, коли тут розташовувалася головна стоянка французького флоту, яка розбила на цьому місці тимчасове містечко Кам'єш.

## Загальна характеристика
Станція Комишова Бухта за характером виконуваної роботи є вантажною. До станції у парному напрямку примикає одноколійний перегін Комишова Бухта — Севастополь-Вантажний, який обладнаний пристроями релейного напівблокування. Станція обладнана електричною централізацією блокового типу з індивідуальним управлінням стрілочними переводами та сигналами з пульта управління чергового по станції. Вантажний рух на перегоні Інкерман I — Комишова Бухта здійснюється тепловозами серії 2ТЕ116, на перегоні Комишова бухта — Севастополь-Вантажний тепловозами серії ЧМЕ3.
На дільниці Інкерман II — Комишова Бухта є обмеження за ваговою нормою для вантажних поїздів, але в більшості випадків вантажні поїзди прибувають здвоєною тягою з чотирьох секцій двох тепловозів 2ТЕ116. Для забезпечення виконання операцій з прийому/відправлення, формування/розформування вантажних поїздів станція має 6 приймально-відправних колій та 2 виставкових.
До станції прилучаються під'їзні колії, за допомогою яких здійснюються операції з вивантаження нафтопродуктів, металопродукції, сипучих, тарно-штучних, зернових вантажів, великотоннажних контейнерів, навантаження вантажів рибних консервів, чорних металів, контейнерів та інші вантажі. На східному березі Комишової бухти розташовані Севастопольський морський рибний порт та ТОВ «Холдинг „Південний“», на західному березі — нафтоналивне підприємство ТОВ «Югторсан», а з південного боку — станція Комишова Бухта, підприємства ТОВ «Метал Сервіс Група», ПАТ «Морбуд».

## Комерційні операції, що виконуються на станції
- Приймання та видача вантажів в універсальних контейнерах масою брутто 24 (30) і 30 т на під'їзних коліях.
- Приймання та видача вантажів вагонними та дрібними відправленнями, що завантажуються цілими вагонами, лише на під'їзних коліях та місцях незагального користування.
- Приймання та видача вантажів в універсальних контейнерах масою брутто 20 і 24 т на під'їзних коліях.